# Bandvingad prinia
Bandvingad prinia (Prinia familiaris) är en fågel i tättingfamiljen cistikolor. Den är endemisk för Indonesien.

## Utseende och läten
Bandvingad prinia är en 13 cm lång, distinkt prinia med dubbla vita vingband och vit stjärtspets. Den är grå på huvudet, mörkt olivbrun på ovansida och vingar, vit på strupen och gul på buken. Sången varierar kraftigt innehållande olika gnisslinga och ljusa läten.

## Utbredning och systematik
Bandvingad prinia behandlas antingen som monotypisk eller delas in i två underarter med följande utbredning:
- Prinia familiaris familiaris – förekommer på Bali och östra Java
- Prinia familiaris prinia – förekommer i låglänta områden på Sumatra, västra Java och Karimunjawa-öarna

### Familjetillhörighet
Cistikolorna behandlades tidigare som en del av den stora familjen sångare (Sylviidae). Genetiska studier har dock visat att sångarna inte är varandras närmaste släktingar. Istället är de en del av en klad som även omfattar timalior, lärkor, bulbyler, stjärtmesar och svalor. Idag delas därför Sylviidae upp i ett antal familjer, däribland Cisticolidae.

## Status
Bandvingad var tidigare en vanlig och vida spridd fågelart, men minskar dramatiskt i antal på grund av fångst för den asiatiska burfågelindustrin. IUCN listar den därför numera som nära hotad.

## Namn
Prinia kommer av Prinya, det javanesiska namnet för just bandvingad prinia.